# عبدالعلی همایون
عبدالعلی همایون، (زاده ۱۳۰۱خورشیدی تهران – درگذشته ۲۷ آبان ۱۳۸۵ در تهران) از بازیگران قدیمی سینما و تلویزیون ایران بود. مهم‌ترین نقش او نقش «سرکار استوار» در سری فیلم‌ها و سریال‌های «صمد آقا» ساخته پرویز صیاد و نیز مجموعه تلویزیونی «سرکار استوار» بود.
عبدالعلی همایون در ۱۳۱۸ کار خود را با روزنامه‌نگاری آغاز کرد. فعالیت‌های هنری او در سال ۱۳۲۰ با بازی در تئاتر در «تماشاخانه تهران» و کمی بعد در «تماشاخانه هنر» (که خودش از بنیان‌گذاران آن بود) آغاز شد و پس از مدتی به رادیو رفت. عبدالعلی همایون در دو سال پایانی در تهران به سر می‌برد و در سن ۸۵سالگی در پی سکته مغزی در تهران درگذشت.

## کارها
- خواندن ترانه‌های طنزآمیز و پیش‌پرده‌خوانی در رادیو
- آوازخوانی در فیلم «واریته بهاری» (۱۳۲۸)
- تصنیف‌های تهران قدیم

## گزیدهٔ نقش‌آفرینی‌ها

### سینما
| ردیف | عنوان                    | سال  | کارگردان       |
| ---- | ------------------------ | ---- | -------------- |
|      | برهنه خوشحال             | ۱۳۳۶ | عزیزالله رفیعی |
|      | دشمن زن                  | ۱۳۳۷ | پرویز خطیبی    |
|      | جنوب شهر                 | ۱۳۳۷ | فرخ غفاری      |
|      | شانس بزرگ                | ۱۳۴۴ | شکرالله رفیعی  |
|      | داماد فراری              | ۱۳۴۵ | اسماعیل ریاحی  |
|      | عشق کولی                 | ۱۳۴۸ | رضا صفایی      |
|      | تعطیلات داش اسمال        | ۱۳۴۸ | رضا صفایی      |
|      | عمو یادگار               | ۱۳۵۰ | پرویز کاردان   |
|      | صمد و قالیچه حضرت سلیمان | ۱۳۵۰ | پرویز صیاد     |
|      | سه تا جاهل               | ۱۳۵۰ | پرویز نوری     |
|      | مهدی مشکی و شلوارک داغ   | ۱۳۵۱ | نظام فاطمی     |
|      | صمد و فولادزره دیو       | ۱۳۵۱ | جلال مقدم      |
|      | صمد و سامی، لیلا و لیلی  | ۱۳۵۱ | پرویز صیاد     |
|      | ستارخان                  | ۱۳۵۱ | علی حاتمی      |
|      | استوار و پاسبان          | ۱۳۵۱ | نظام فاطمی     |
|      | قربون هرچی خوشگله        | ۱۳۵۲ | نظام فاطمی     |
|      | صمد به مدرسه می‌رود       | ۱۳۵۲ | پرویز صیاد     |
|      | صمد آرتیست می‌شود         | ۱۳۵۳ | پرویز صیاد     |
|      | صمد در راه اژدها         | ۱۳۵۶ | پرویز صیاد     |
|      | گل یخ (فیلم)             | ۱۳۸۳ | کیومرث پوراحمد |

### تلویزیون
- سرکار استوار
- مأمور ما صمد در بالاتر از خطر
- ماجراهای صمد
- صندوقچه اشرفی